# 가나모리 다케시
가나모리 다케시(일본어: 金森 健志, 1994년 4월 9일 ~ )는 일본의 축구 선수이다. 현재 J1리그의 아비스파 후쿠오카에서 뛰고 있다.

## 구단 경력
그는 2013년부터 J리그의 아비스파 후쿠오카, 가시마 앤틀러스, 사간 도스에서 뛰었다.

## 국가대표팀 경력
그는 2013년 AFC U-22 축구 선수권 대회, 2014년 아시안 게임에 참가할 일본 국가대표팀에 발탁되었다.